# Larressingle
Larressingle település Franciaországban, Gers megyében. Lakosainak száma 213 fő (2022. január 1.). Larressingle Beaumont, Cassaigne, Condom, Larroque-sur-l’Osse és Mouchan községekkel határos.

## Népesség
A település népességének változása:
| Lakosok száma | 170  | 138  | 161  | 204  | 215  | 215  | 214  | 208  | 210  | 213  |
|               | 1968 | 1982 | 1990 | 2006 | 2013 | 2015 | 2017 | 2019 | 2020 | 2022 |